# Petrus Gobbels
Petrus Gobbels (auch Petrus Gubbels, Petrus Göbbels) (getauft am 28. Mai 1782 in Groningen; † 27. September 1856 ebenda) war ein niederländischer Maler.

## Leben
Gobbels, Sohn eines Perückenmachers aus Groningen, nahm im Jahr 1798 eine Ausbildung an der Groninger Kunstakademie Minerva auf. Er war ein Schüler von Gerardus de San. Er arbeitete dann als Zeichner, Maler und Kunstlehrer. Gobbels wirkte vor allem als Porträtmaler sowie auf dem Gebiet der Figurenstudien und der Formgebung. Seine Materialien waren Kreide und Pastell.
Gobbels starb im Alter von 74 Jahren im Armenhaus.

## Werke (Auswahl)
- Zittende vrouw in Groninger klederdracht, Groninger boerin (Porträt einer jungen Frau in Groninger Tracht), 43,5 cm × 35,5 cm, Pastell, Aquarell, Groninger Museum[1]
- Porträt von Petrus Speckman (1752–1831), 1800, 35 cm × 26 cm, oval[2]
- Porträt von Christina Johanna Grootholtman (1760–1831), 1800, 35 cm × 26 cm, oval
- Porträt von Marthjen Mulder (1796–1855) mit zwei Kindern, 40 cm × 30 cm, Pastell, Aquarell
- Porträt von Remt Pieters Meyer (1796–1846), 48 cm × 37 cm, Pastell
- Porträt von Dieuwertje Harms Wijk († 1866), 48 cm × 37 cm, Pastell